# Chivas de Guadalajara
Club Deportivo Guadalajara (wym. [ˈkluβ ðepoɾˈtiβo ɣwaðalaˈxaɾa]) – meksykański klub piłkarski z siedzibą w mieście Guadalajara, stolicy stanu Jalisco. Występuje w rozgrywkach Liga MX. Domowe mecze rozgrywa na obiekcie Estadio Akron.
Najczęściej określany poprzez swój przydomek, jako Chivas Guadalajara. Znany z zatrudniania wyłącznie meksykańskich piłkarzy.
Guadalajara gra w Liga MX i jest jednym z najpopularniejszych klubów tej ligi. Klub ma miliony kibiców nie tylko w Meksyku, ale także całym świecie.
Chivas wraz z Américą są najbardziej utytułowanymi klubami w Meksyku. Mecze między tymi drużynami zawsze są wielkim wydarzeniem piłkarskim w Meksyku, którego znaczenie jest podobne do bojów Boca Juniors – River Plate, Real Madryt – FC Barcelona, Inter Mediolan – A.C. Milan albo Celtic Glasgow – Rangers. Klub zdobył sobie tak dużą popularność w Stanach Zjednoczonych, że doprowadził tam do powstania klubu o nazwie Chivas USA.

## Osiągnięcia

### Krajowe
- Liga MX

| zwycięstwo (12):     | 1957, 1959, 1960, 1961, 1962, 1964, 1965, 1970, 1987, 1997 (V), 2006 (A), 2017 (C) |
| drugie miejsce (10): | 1952, 1955, 1963, 1969, 1970 (M), 1983, 1984, 1998 (I), 2004 (C), 2023 (C)         |

- Copa MX

| zwycięstwo (4):     | 1963, 1970, 2015 (A), 2017 (C)                   |
| drugie miejsce (7): | 1948, 1951, 1954, 1955, 1967, 2015 (C), 2016 (A) |

- Campeón de Campeones

| zwycięstwo (6):     | 1957, 1959, 1960, 1961, 1964, 1965 |
| drugie miejsce (3): | 1962, 1963, 2017                   |

- Supercopa MX

| zwycięstwo (1):     | 2016 |
| drugie miejsce (0): | –    |

- InterLiga

| zwycięstwo (1):     | 2009       |
| drugie miejsce (2): | 2005, 2006 |

### Międzynarodowe
- Puchar Mistrzów CONCACAF

| zwycięstwo (2):     | 1962, 2018 |
| drugie miejsce (2): | 1963, 2007 |

- Copa Libertadores

| zwycięstwo (0):     | –    |
| drugie miejsce (1): | 2010 |

## Historia
Klub założony został w roku 1906 przez belgijskiego sklepikarza Edgara Everaerta pod nazwą Club Unión, ale już w 1908 przyjął do dziś obowiązującą nazwę Club Deportivo Guadalajara. Nazwa klubu była wzorowana na nazwie ulubionego belgijskiego klubu założyciela – Club Brugge. Historycy zapewniają, że barwy klubu wywodzą się z trzech kolorów flagi francuskiej, ponieważ kilku pierwszych graczy klubu było Francuzami.
Klub miewał sukcesy w amatorskim okresie meksykańskiego futbolu, ale tak naprawdę wielką sławę zdobył dopiero w erze futbolu profesjonalnego. W 1948 po wygraniu jednego z meczów któraś z gazet napisała drwiąco, że mecz wygrały kozy (po hiszpańsku Chivas). Gazeta nazwała drużynę kozami, określając sposób gry zespołu, że niby jak te kozy biegają dookoła boiska. Wbrew intencji pomysłodawcy nazwa ta, w intencji mająca być obelgą, spodobała się kibicom klubu, przyjęła się i odtąd na całym świecie klub znany jest pod nazwą Chivas. W początkowym okresie sławy klubu jeden z kardynałów katolickich pobłogosławił klub chrzcząc go imieniem „El Rebano Sagrado” co znaczy „Święta Trzoda”.
W roku 1956 rozpoczęła się kolejna edycja ligi meksykańskiej, w której po raz pierwszy w historii Chivas sięgnęły w 1957 po mistrzostwo kraju. W ciągu 9 lat zespół ośmiokrotnie sięgał po tytuł mistrza Meksyku, a doliczając do tego puchary narodowe i międzynarodowe, udało się w tym okresie zgromadzić aż 28 trofeów. W okresie tym zawodnicy z drużyny Chivas stanowili kręgosłup narodowej drużyny Meksyku. Wielu z nich do dziś stanowi legendę klubu.
W latach 70. XX wieku nadeszły dla klubu chude lata i kibice musieli czekać aż do sezonu 1982/83 by ich ulubiony zespół dotarł do finału, jednak przegranego. W następnym sezonie 1983/84 znów osiągnięty został finał, i znów przegrany. W końcu jednak w sezonie 1986/87 Chivas po raz dziewiąty sięgnęli po tytuł mistrza Meksyku. Apetyty kibiców urosły i spodziewano się następnych trofeów. Jednak pomimo posiadania takich graczy jak Salcido, Bravo czy Morales, nie udało się powtórzyć tego sukcesu. Na dziesiąty tytuł kibice musieli poczekać jeszcze 10 lat.
N początku lat 90. klub musiał borykać się z poważnymi problemami finansowymi, które rozwiązała grupa znana jako „Promotora Guadalajara”. naprawiając finanse klubu i wnosząc powiew świeżego powietrza w zatęchłą strukturę organizacyjną. Ligowe rozgrywki zmieniły się i odtąd na wzór Ameryki Południowej w ciągu roku rozgrywano dwa turnieje o mistrzostwo kraju. Latem 1997 klub wygrał turniej Verano, stając się mistrzem wiosny. Był to dziesiąty, jubileuszowy tytuł mistrza Meksyku. Tyle samo tytułów miał tylko znienawidzony rywal Chivas – Club América.
Ostatni raz Chivas dotarli do finału w turnieju zamknięcia (Clausura) w roku 2004, gdzie przegrali z Pumas UNAM rzutami karnymi. Pomimo słabych okresów, jakie klub posiadał w swojej historii, Chivas zaliczani są do wielkich klubów meksykańskich.
Klub najbardziej znany jest z tego, że tak jak Athletic Bilbao czy Deportivo Saprissa korzysta z usług tylko krajowych piłkarzy. Właścicielem tego ostatniego klubu jest Jorge Vergara, także aktualny właściciel Chivas. Ze względu na taką politykę kibice klubu uważają, że jest on synonimem tego co meksykańskie. Opierając się na meksykańskich graczach, klub wyklucza kupowanie graczy, którzy nie urodzili się na meksykańskiej ziemi. Nie oznacza to jednak, że i trener musi być Meksykaninem.
Resztę roku 2005 kibice klubu najchętniej wymazaliby z pamięci. Vergara zaszokował wszystkich, wyrzucając dotychczasowego trenera Benjamína Galindo, który zdobył sobie wielka popularność po znakomitych występach w Copa Libertadores. Wydawało się, że jego pozycja jest nienaruszalna. Klub zaangażował Xabiera Azkargortę, stosunkowo mało znanego hiszpańskiego trenera, nieznającego specyfiki meksykańskich rozgrywek ligowych.
Wyniki były katastrofalne aż do końca turnieju otwarcia (Apertura) roku 2005. Natychmiast po zakończeniu fatalnego turnieju hiszpański trener został wyrzucony z posady, choć większość kibiców była przekonana, że powinno się to zrobić znacznie wcześniej. W powszechnej opinii za złe rezultaty w większym stopniu niż Azkargortę winiono Vergarę, uważając, że sposób, w jaki wyrzucił on z klubu, i to w środku sezonu, mającego dotąd znakomite wyniki Galindo, wpłynęło w ogromnym stopniu na całą drużyną i wynikłych stąd napięć Azkargorta nie był w stanie opanować. W początkach turnieju otwarcia (Clausura) roku 2006, w stulecie istnienia klubu, zatrudniono byłego, odnoszącego już niegdyś z Chivas sukcesy, holenderskiego trenera Hansa Westerhofa. Jednak nie na długo, gdyż wkrótce zwolniono go ze stanowiska, a na jego miejsce powołano dotychczasowego asystenta José Manuela de la Torre.
Na stulecie klubu rozpoczęto w Guadalajarze budowę nowego stadionu o nazwie „Estadio Chivas” (przewidywana pojemność 45000 widzów).

## Aktualny skład
Stan na 29 kwietnia 2025.
| Nr | Poz. | Piłkarz                      |
| -- | ---- | ---------------------------- |
| 1  | BR   | Raúl Rangel                  |
| 2  | OB   | Alan Mozo                    |
| 3  | OB   | Gilberto Sepúlveda (kapitan) |
| 4  | OB   | Miguel Tapias                |
| 5  | PO   | Víctor Guzmán                |
| 7  | PO   | Omar Govea                   |
| 9  | NA   | Alan Pulido                  |
| 11 | NA   | Isaác Brizuela               |
| 14 | NA   | Javier Hernández             |
| 15 | PO   | Érick Gutiérrez              |
| 16 | NA   | Cade Cowell                  |
| 17 | PO   | Luis Romo                    |

| Nr | Poz. | Piłkarz            |
| -- | ---- | ------------------ |
| 18 | OB   | Luis Olivas        |
| 20 | PO   | Fernando Beltrán   |
| 21 | OB   | José Castillo      |
| 23 | PO   | Daniel Aguirre     |
| 25 | NA   | Roberto Alvarado   |
| 27 | OB   | Leonardo Sepúlveda |
| 28 | PO   | Fernando González  |
| 30 | BR   | Óscar Whalley      |
| 31 | NA   | Yael Padilla       |
| 33 | OB   | Raúl Martínez      |
| 34 | NA   | Armando González   |
| 35 | NA   | Teun Wilke         |